# Hexamidin

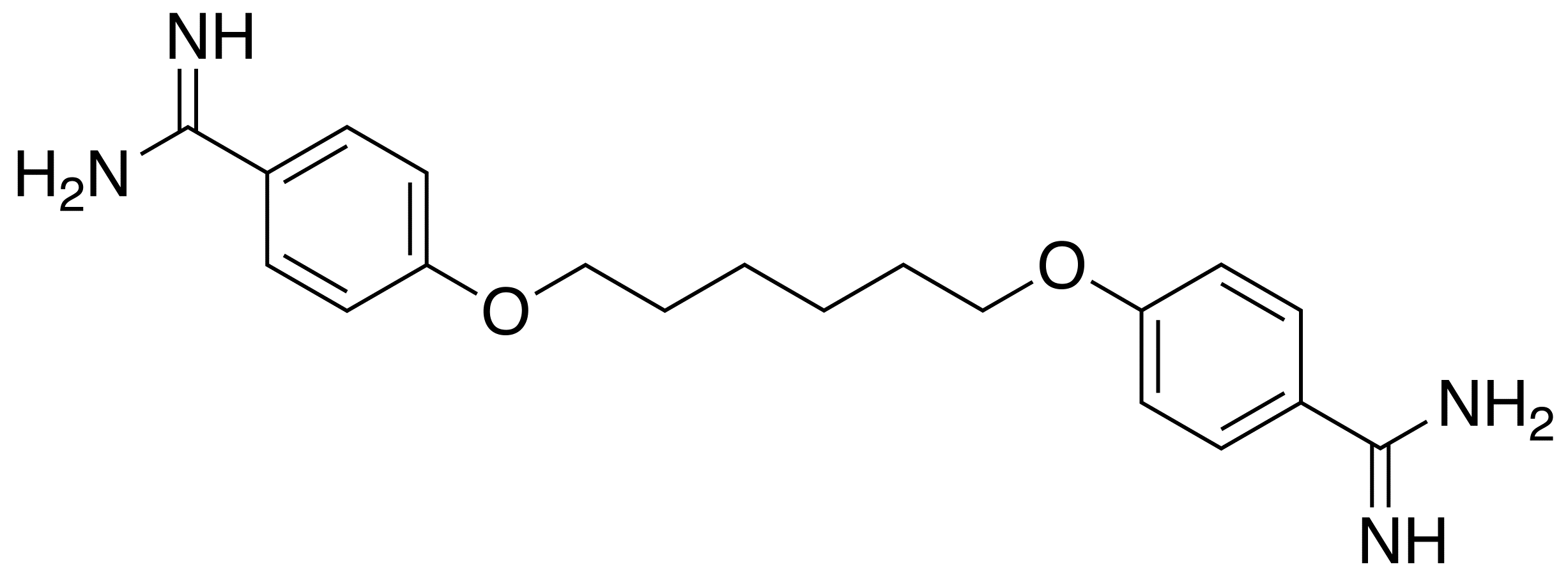
Chemická struktura hexamidinu

Hexamidin (systematický název 4,4'-[hexan-1,6-diylbis(oxy)]dibenzenkarboximidamid) je antiseptikum a dezinficiens.
Používá se především ve formě diisethionátové soli, která je lépe rozpustná ve vodě než dihydrochlorid. Právě dihydrochlorid hexamidinu byl poprvé syntetizován a patentován jako trypanocid (přípravek k hubení trypanozom) v roce 1939 pro britskou firmu May & Baker. V 90. letech 20. století byly objeveny jeho amébicidní vlastnosti.
Přesný mechanismus biocidního účinku není znám, ale předpokládá se, že je podobný jako u kvartérních amoniových sloučenin a je založen na vazbě na záporně nabité lipidové membrány patogenů.
Hexamidin a jeho kratší příbuzný, propamidin, se používají jako antiseptika a konzervanty v léčivech a kosmetických přípravcích. Používají se zejména pro povrchovou léčbu akantamébiázy (akantamébové keratitidy).